# Англо-эфиопский договор (1902)
Англо-эфиопский договор (также англо-эфиопское соглашение) — договор о границах между Эфиопской империей и британским протекторатом Англо-Египетским Суданом. Был подписан в Аддис-Абебе 15 мая. Под влиянием Великобритании в договор были также включены положения о том, что Эфиопия не станет вмешиваться без согласования британцев в водный режим Нила, от которого зависело гидроснабжение британских колоний — Египта и Судана, и предоставит Великобритании право на строительство железной дороги на своей территории.

## Предыстория и переговоры
Переговоры по проведению границ между Эфиопией и британскими колониальными владениями изначально проходили с большими сложностями. Сильное недовольство Великобритании вызывали хорошие махдистско-эфиопские отношения, а также угроза того, что Эфиопия может перекрыть плотиной верховье Нила, от которого напрямую зависит водоснабжение Судана и Египта. Для негуса Менелика же территориальные вопросы были первостепенны, при этом он был готов пойти на уступки в остальных вопросах. В итоге Менелик согласился принять британские условия в отношении махдистского Судана и уверил, что не станет строить плотину в верховьях Нила.
В сентябре 1900 года были завершены переговоры о суданско-эфиопской границе, однако британцы не спешили заключать договор и решили добиваться от Эфиопии получения гарантии беспрепятственного течения Голубого Нила и Собата и права на строительство железной дороги через эфиопскую территорию. Британцы были убеждены, что если они подпишут договор о границе без дополнительных условий, то получить согласие Эфиопии по вопросу Голубого Нила впоследствии будет немыслимо.
На тот момент негус искал в Великобритании противовес влиянию Франции, которая к 1902 году полностью контролировала единственную в Эфиопии железную дорогу, соединяющую эфиопскую столицу Аддис-Абебу с принадлежащим Франции портом Джибути. Это и обусловило заключение договора с учетом британских условий.

## Заключение договора и условия
Заключению договора предшествовали дипломатические ноты, которыми обменялись 18 марта 1902 года Альфред Ильг, советник негуса Менелика по иностранным делам, и подполковник Джон Харрингтон, британский эмиссар в Аддис-Абебе. В этих нотах были заложены основы будущего договора.
Статья 1 договора устанавливала границу между Эфиопией и Англо-Египетским Суданом. Здесь негус согласился на значительные уступки Великобритании, решив отказаться от своих притязаний на территории, расположенные по правой стороне верхнего течения Нила, то есть на те земли, которые изначально вошли в состав Эфиопской империи по итогам военной экспедиции Тэсэммы.
По статье 3 договора Эфиопия обязывалась без согласия Великобритании не строить и не разрешать строительство сооружений на Голубом Ниле, озере Тана и реке Собат, которые бы могли задерживать сток их вод в Нил. По статье 4 Эфиопия предоставляла Великобритании территорию на реке Баро площадью до 40 га для возведения и работы торгового пункта на весь период нахождения Судана под британским протекторатом, по статье 5 — право на строительство через территорию Эфиопии железной дороги, которая бы соединила Судан и Уганду.
По словам британского историка Джеймса Робертсона, в мае 1902 года негус Менелик пообещал Великобритании не вмешиваться в водный режим Голубого Нила и фактически выполнил это обещание, но он так и не ратифицировал его в официальном соглашении. При этом Великобритания 28 октября 1902 года представила Эфиопии письмо о ратификации договора, а в декабре 1902 года договор был представлен обеим палатам британского парламента.

## Значение
Англо-эфиопский договор 1902 года был заключен через несколько лет после того, как силы крупной европейской державы, Италии, потерпели поражение в битве с эфиопскими войсками при Адуа в 1896 году. По сравнению с непосредственно предшествующим десятилетием четко различимых и надвигающихся угроз суверенитету и территориальной целостности Эфиопии не наблюдалось — по крайней мере, во время заключения договора. Это подтверждает то, что договор был подписан в благоприятной для Эфиопии обстановке, когда негус Менелик пользовался экономическим и политическим доверием как во внутренней, так и во внешней политике. 
Для негуса Менелика англо-эфиопский договор был важен в аспекте официального признания суверенного контроля Эфиопии над обширными территориями, присоединенными в ходе его десятилетних кампаний по объединению страны. При этом стороны договора руководствовались принципом взаимных уступок, характерным для современных дипломатических отношений. Дипломатическая переписка в ходе переговоров о эфиопо-суданской границе свидетельствует о том, что Эфиопия участвовала в договоре с Великобританией как равноправная сторона.

## Последствия
Англо-эфиопский договор 1902 года не устранил всех неясностей по прохождению суданско-эфиопской границы, что породило после получения независимости Суданом в 1955 году пограничный конфликт из-за спорного района Аль-Фашага. В декабре 2020 года эфиопо-суданский пограничный спор перешел в стадию вооруженной эскалации.
Эфиопский исследователь Тадессе Вольдетсадик негативно оценивает экономические последствия договора для Эфиопии, отмечая, что та на протяжении более чем пяти десятилетий, вплоть до второй половины 1950-х, была лишена возможности эффективно использовать свои гидрологические ресурсы.